# Rethra
Rethra (seltener: Rhetra, Riedegost) war ein slawisches Zentralheiligtum in Nordostdeutschland, das bisher nicht sicher lokalisierbar ist. Die Tempelburg war religiöser, politischer und militärischer Mittelpunkt des Liutizenbundes. Etwa von 983 bis 1068 wurde hier der Widerstand gegen die Christianisierung und Unterwerfung der Elb- und Ostseeslawen koordiniert. Die Lage der Burg ist unbekannt.

## Name
Der ursprüngliche Name des Heiligtums ist nicht bekannt, seine Bezeichnungen in den Quellen widersprüchlich. Das älteste Schriftzeugnis, die zwischen Ende 1012 und 1018 verfasste Chronik des Thietmar von Merseburg, nennt den Ort Riedegost, die dort verehrte Gottheit Zuarasici. Bei Adam von Bremen (um 1075) ist Riedegost der Name des Gottes, den Ort selbst bezeichnet er als Rethre. Die Annales Augustani sprechen von Rheda. Es ist davon auszugehen, dass die mittelalterlichen Gewährsleute große Schwierigkeiten beim Verständnis und der Übernahme slawischer Namen hatten. Im Falle von Rheda und Rethre handelt es sich wohl um Missdeutungen, beziehungsweise um eine Übertragung des Stammesnamens der Redarier auf den Ort. Die Gottheit Zuarasici (Svarožić) oder Riedegost ist auch aus anderen Kontexten der frühen slawischen Geschichte bekannt. Über die genauen Zusammenhänge zwischen dem Orts- und dem Götternamen herrscht keine Einigkeit. Es wird angenommen, dass Thietmar von Merseburg eine Form überliefert, die dem tatsächlich verwendeten slawischen Namen am nächsten kommt. Nachdem der Ort und die Sprache der Redarier untergegangen waren, setzte sich, besonders in Anlehnung an Helmold von Bosaus Slawenchronik, in späteren Jahrhunderten der Name Rethra durch. In modernen Veröffentlichungen gibt es sowohl Appelle, die Variante des Thietmar als die „richtige“ zu übernehmen, als auch die Empfehlung, dem allgemeinen Sprachgebrauch entsprechend weiterhin den Namen Rethra zu benutzen.

## Geschichte
Rethra war das religiöse und politische Zentrum der Liutizen. Dabei handelte es sich um einen losen Bund von vier nordwestslawischen Stämmen, nämlich den Tollensanen, Redariern, Kessinern und Zirzipanen. Tollensanen und Redarier siedelten in einem Gebiet, in dem bereits am Ende des 8. Jahrhunderts laut fränkischen Quellen der Stammesverband der Wilzen saß. In ihrer Frühzeit wurden die Wilzen noch von einer Stammeselite beherrscht. Die Quellen nennen einen „König“ Dragowit sowie mehrere „Kleinkönige“. Im Zuge ihrer langandauernden Auseinandersetzung mit dem ostfränkischen Reich kam es jedoch zu einer Destabilisierung der Stammesgesellschaft und die zentrale Herrschaft verschwand. Im 10. Jahrhundert waren die Stämme der Redarier und Tollensanen entstanden. Gemeinsam mit den ehemals abodritischen Teilstämmen der Kessiner und Zirzipanen bildeten sie eine Allianz, die in den sächsischen Quellen als Liutizen wahrgenommen wurde. Dieser Stammesbund wies eine militärisch-religiöse Herrschaftsstruktur aus. Besonderes Gewicht für die Entscheidungen des Bundes hatten die Priester von Rethra, das im Gebiet der Redarier lag. Bereits im Slawenaufstand von 983 nahmen die Liutizen eine Schlüsselstellung ein, die Erhebung soll in Rethra begonnen haben. Der Ort bewahrte für einige Jahrzehnte seine zentrale religiöse und politische Rolle auch für die slawischen Nachbarstämme der Liutizen. In den Jahren 1056/57 erschütterte ein Krieg um die Vorherrschaft in Rethra den lutizischen Stammesverband, dessen Bedeutung in der Folge allmählich schwand. 1068 verheerte Bischof Burchard II. von Halberstadt das Gebiet der Liutizen, führte das heilige Pferd aus Rethra fort und zerstörte mutmaßlich auch das Heiligtum. Die militärische und kultische Vormachtstellung Rethras ging daraufhin auf den Hauptort der Ranen, Arkona, über.
Ungeklärt ist bisher, ob Rethra 1068 endgültig unterging. Um 1125 zerstörte König Lothar von Supplinburg bei einem Feldzug gegen die Lutizen eine Stadt mit einem Tempel. Sollte es sich bei der nicht namentlich benannten Stadt um das wiederaufgebaute Rethra gehandelt haben, so war die Tempelburg in dieser zweiten Epoche ihrer Existenz weit weniger bedeutend.

## Beschreibung

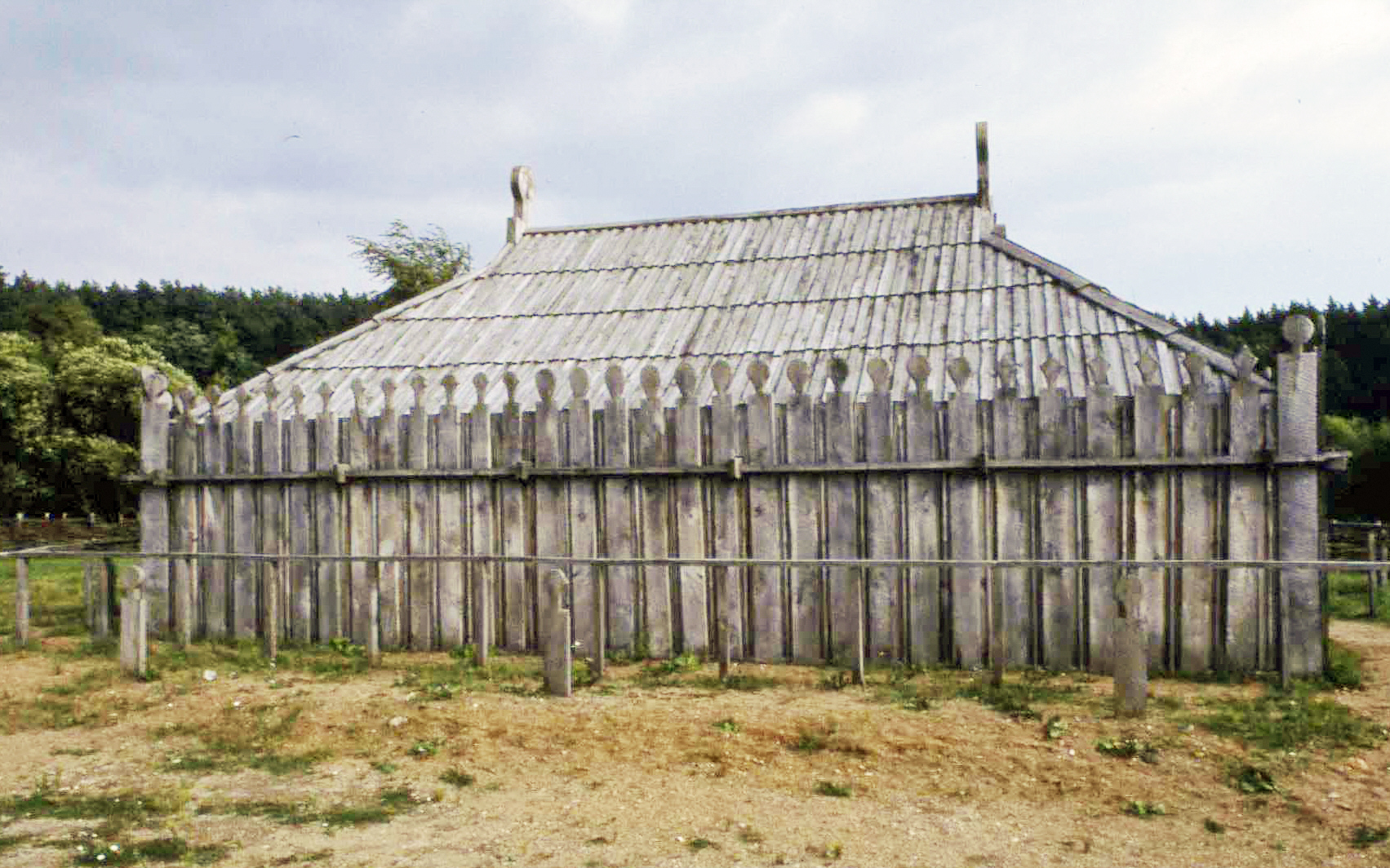
Rekonstruktion eines slawischen Tempels im Archäologischen Freilichtmuseum Groß Raden

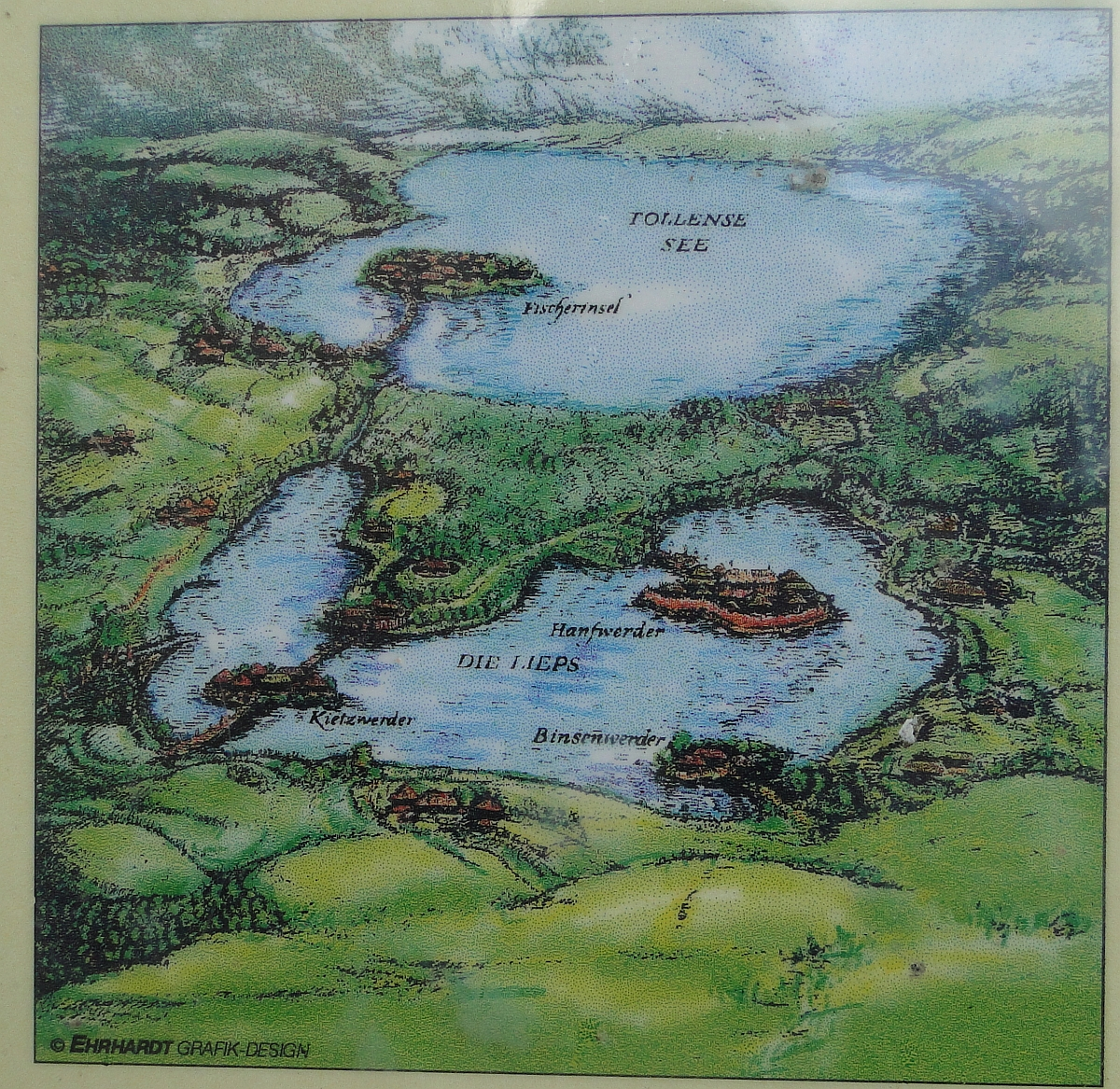
Lagerekonstruktion zum Standort Lieps – südlich Neubrandenburg, Ausschnitt aus einer Infotafel am Jagdschloss Prillwitz

Die Beschreibung Rethras kann sich nur auf Thietmar von Merseburg und Adam von Bremen stützen, denn Helmold von Bosau übernahm die Schilderung Adams. Die beiden Chronisten schildern das Heiligtum, ohne jemals selbst dort gewesen zu sein, und weichen so in vielen Punkten voneinander ab, was breiten Raum für Interpretationen lässt.

„Im Redariergau liegt die dreieckige und dreitorige Burg Riedegost, rings umgeben von einem großen, für die Einwohner unverletzlich heiligen Walde. Zwei ihrer Tore sind dem Zutritt aller geöffnet. Das dritte und kleinste Osttor mündet in einen Pfad, der zu einem nahe gelegenen, sehr düsteren See führt. In der Burg befindet sich nur ein kunstfertig errichtetes, hölzernes Heiligtum, das auf einem Fundament aus Hörnern verschiedenartiger Tiere steht. Außen schmücken seine Wände, soviel man sehen kann, verschiedene, prächtig geschnitzte Bilder von Göttern und Göttinnen. Innen aber stehen von Menschenhänden gemachte Götter, jeder mit eingeschnitztem Namen.“

„Zwischen Elbe und Oder gibt es noch mehr Slawenstämme (…). In deren Mitte sind die mächtigsten von allen die Redarier; ihr weit berühmter Vorort ist Rethra, der Hort ihres Teufelsglaubens. Dort steht ein großer Tempel ihrer Götzen, deren oberster Radegast ist. Sein Bild ist aus Gold gefertigt, sein Lager von Purpur. Die Burg selbst hat neun Tore und ist ringsum von einem tiefen See umgeben. Ein Knüppeldamm gewährt Zugang, aber er darf nur von Leuten betreten werden, die opfern oder Orakelsprüche einholen wollen.“

Der Mittelpunkt der Burg war der hölzerne Tempel. Die Beschreibung seiner mit Götterbildern geschmückten Außenwände soll an die Rekonstruktion des Tempels in Groß Raden erinnern. Das Fundament aus Horn lässt an ein Bauopfer oder ein anderes dekoratives Element mit ähnlicher Funktion denken. Die Burg besaß mehrere Zugänge. In der Regel wird den drei Toren Thietmars Glauben geschenkt. Adams neun Pforten verweisen in dem gegebenen Zusammenhang auf die neun Arme der Styx und verdeutlichen die Einschätzung des Autors von Rethra als Ort der Unterwelt und Sitz der Abgötterei.
Einer der Widersprüche betrifft die topographische Lage: Nach Thietmar lag die Burg in der Nähe eines Sees, nach Adam war sie rings von ihm umgeben. Diesen Umstand versuchen mehrere Autoren mit einem Anstieg des Wasserspiegels in den Binnenseen Mecklenburgs zu erklären, der in dem Jahrhundert zwischen beiden Berichtszeiträumen stattgefunden haben soll. Eine andere Lesart vermutet, dass die beiden Autoren zwei unterschiedliche Tempel beschreiben: Die ursprünglich am Seeufer gelegene Kultstätte könnte im Bürgerkrieg des Jahres 1057 oder bei dem sächsischen Überfall 1068 zerstört und auf einer Insel in der Nähe wiederaufgebaut worden sein. Eine dritte Deutung versucht beide Chroniken in Übereinstimmung zu bringen und lokalisiert Rethra auf einer größeren Halbinsel.
Übereinstimmend wird Rethra als befestigte Kultstätte geschildert, eine sogenannte Tempelburg. Diese Burgen waren eine Besonderheit im Siedlungsgebiet der Liutizen und in dessen Nachbarschaft von Rügen bis zur Oder. Bisher fanden sich in diesem Raum etwa 20 Orte, die als Tempel anzusprechen sind. Auch Thietmar berichtet, dass jede Region der Liutizen ihren eigenen Tempel habe. Rethra hatte allerdings unter ihnen eine Vorrangstellung erlangt. Dass es sich um eine größere Siedlung handelte, verdeutlicht auch die Bezeichnung civitas oder urbs. Sie bedeutet im fraglichen Zeitraum Stadt oder Burg, die Abgrenzung ist nicht immer eindeutig. Adam verwendet sogar den Begriff metropolis, den er sonst nur für Erzbistumssitze oder bedeutende christliche Missionszentren reserviert. Bei einem Zentralort dieser Größenordnung ist mit einer umfangreichen Infrastruktur zu rechnen. Dazu dürften Gebäude für das heilige Pferd, den Tempelschatz, die Priester und die Wachmannschaften gehört haben, ferner ein Wegenetz, ein Militärlager, ein Markt und eine leistungsfähige Landwirtschaft im näheren Hinterland. Diese Anhaltspunkte sind für eine mögliche Lokalisierung anhand archäologischer Befunde von Bedeutung.

## Funktion
Aus den Quellen ist die Funktion eines religiösen, politischen und militärischen Zentralortes erkennbar. Rethra war gleichzeitig Kultort, Sitz der Liutizenversammlung und Treffpunkt des Heeresaufgebotes.

### Religion
Im Tempel waren die Abbilder verschiedener Gottheiten ausgestellt. Der wichtigste von ihnen war Svarozic oder Riedegost, der Ratsuchenden die Zukunft vorhersagte. Für die Wartung und Pflege des Heiligtums hatten die Liutizen besondere Priester eingesetzt, die auch Orakel und Opfer durchführten.
Das Orakel erscheint als ein komplexes, mehrstufiges Divinationsverfahren, das die Priester gemeinsam vornahmen und dessen Ergebnisse für das ganze Volk verbindlich waren. Begleitet von „geheimnisvollem Murmeln“ und Zittern gruben sie die Erde auf und führten auf dem so vorbereiteten Platz ein Losorakel durch. Dann bedeckten sie die Lose mit grünem Rasen, steckten zwei gekreuzte Lanzenspitzen hinein und führten ein heiliges Pferd darüber, dessen Verhalten das zweite Orakelergebnis lieferte. Nur wenn beide Stufen das gleiche Vorzeichen ergaben, setzte man den Plan um. Thietmar berichtet auch über ein Omen in Form eines Ebers, der aus dem See aussteige und innere Kriege anzeige. Die Erzählung wird als ein mythisches Fragment gedeutet, das in ähnlicher Form vom heiligen See der Daleminzier bekannt ist. Es könnte sich aber auch um ein vom Chronisten bewusst gewähltes Teufelssymbol handeln.
Die Opferrituale waren öffentliche Veranstaltungen, bei denen die Priester den Vorsitz einnahmen. Den Zorn der Götter besänftigten sie mit Blut von Tieren und Menschen. Als besonders geeignet galt der Kopf eines Feindes. Menschenopfer der Liutizen fanden in den Quellen mehrfachen Niederschlag: Brun von Querfurt erwähnte 1008 das Opfer eines Christenhauptes an Svarozic; nach Adams Chronik wurden in Rethra um 1050 zwei böhmische Mönche enthauptet, nachdem sie dort einen Missionsversuch unternommen hatten; noch 1066, als das Heiligtum bereits im Niedergang begriffen war, setzten die Liutizen den abgetrennten Kopf des Bischofs Johannes von Mecklenburg auf einen Spieß und brachten diesen in Rethra als Opfer dar.

### Politik
Aus den religiösen und gesellschaftlichen Funktionen der Priester ergab sich ein hohes Ansehen. In Verhandlungen innerhalb der Kultgemeinschaft und mit den deutschen und polnischen Nachbarmächten traten sie auch als Diplomaten auf, was den Liutizen lange Zeit ihre Freiheit sicherte.
Die Versammlung der Liutizen erörterte Fragen, die den gesamten Stammesverband betrafen. Die Entscheidungen mussten einstimmig getroffen werden. Verstöße hatten Sanktionen zur Folge, die von Geld- über Prügelstrafen bis zum Verlust des gesamten Eigentums durch Einäscherung reichen konnten. Wer an der Versammlung teilnehmen durfte, ist unklar. Zwar hatte der Bund kein Oberhaupt. Eine differenzierte Gesellschaftsstruktur innerhalb der Stämme zeichnet sich aber durchaus ab. Während die schriftlichen Quellen die Liutizen nur als Krieger (milites) kennen, scheint der archäologische Befund zumindest das Vorhandensein einer burggesessenen Adelsschicht anzudeuten. Am unteren Ende der Stufenleiter fanden sich Unfreie oder Sklaven.

### Militär
Die militärische Funktion erhellt Thietmars Bericht, nach dem die Liutizen Rethra als Start- und Zielpunkt für ihre Kriegszüge genutzt haben. Die Feldzeichen wurden im Tempel aufbewahrt und nur in Kriegszeiten von dort entnommen. Aus den „Geschenken“, die nach siegreichem Ausgang eines Feldzuges dort niedergelegt wurden, speiste sich der Tempelschatz.

## Lokalisierungsgeschichte

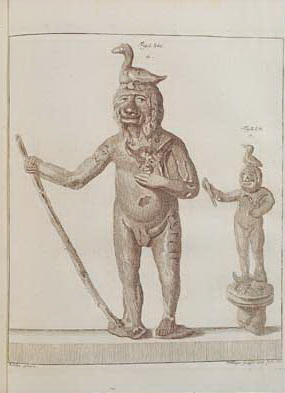
Die Prillwitzer Idole. Abbildung einer der Fälschungen aus dem Jahr 1771.

In den folgenden Jahrhunderten geriet die Lage Rethras langsam in Vergessenheit. Ernst von Kirchberg nannte um 1379 in seiner mecklenburgischen Reimchronik Demmin als Standort.  Albert Krantz vermutete 1519 in seiner Wandalia die Lage bei Burg Stargard. Bernhard Latomus trat 1610 für Prillwitz ein, auch David Franck schloss sich 1753 dieser Auffassung an.
Die erste bekannte Kontroverse entzündete sich am Ende des 18. Jahrhunderts an der „Entdeckung“ der sogenannten Prillwitzer Idole, kleinen Bronzefiguren, die seit 1768 in Neubrandenburg aufgetaucht waren, in einigen Fällen mit Runenzeichen und mit dem Wort „Rethra“ verziert. Sie erwiesen sich später als Fälschungen, sorgten jedoch bis weit ins 19. Jahrhundert hinein für Aufregung in der Gelehrtenwelt.
Der Diskurs über die verschwundene Tempelburg riss seitdem nicht mehr ab. Zu den Werken des 19. und frühen 20. Jahrhunderts gehören zum Beispiel die Urkundenforschungen des Georg Christian Friedrich Lisch oder die Sammlung der Rethra-Sagen des Volkskundlers Richard Wossidlo. Seit den Ausgrabungen von Gustav Oesten ab dem Ende des 19. Jahrhunderts gehört auch die Archäologie zum Rüstzeug der Rethra-Forscher.
Inzwischen gibt es über 30 Orte, an denen Rethra gesucht oder vermutet worden ist.

## Aktuelle Lokalisierungsvorschläge

### Lieps und Tollensesee
Die wahrscheinlichste Lage der bedeutenden Siedlung (civitas) Rethra und des Tempels wäre am Südende des Tollensesees bzw. im See Lieps bei Neubrandenburg. Ausgrabungen von Eike Gringmuth-Dallmer und Adolf Hollnagel förderten auf der Fischerinsel am Südende des Tollensesees eine hölzerne Götterfigur aus slawischer Zeit zu Tage. Nach Ausgrabungsergebnissen von Volker Schmidt befand sich auf der Insel Hanfwerder ein Siedlungszentrum einer adligen Führungsschicht mit einem Tempel, wie zahlreiche Skelette von Opfertieren zeigen. Dies könnte der sagenhafte Haupttempel gewesen sein, der allerdings wahrscheinlich nur von der adligen Oberschicht betreten werden durfte. Auf zwei Nachbarinseln befanden sich weitere slawische Siedlungszentren, unter anderem von Handwerkern. Auf der Fischerinsel im nördlich anschließenden Tollensesee gab es eine wichtige Marktsiedlung, die über eine Holzbrücke mit dem Festland verbunden war. Auf dieser gab es einen weiteren Kultort, der auch für die einfachere Bevölkerung zugänglich war. Hartmut Boek hat zudem in einem heute überfluteten Bereich der Fischerinsel auf eine auffällige Anomalie des Schilfbewuchses (Standort des Tempels?) hingewiesen, die bis heute archäologisch nicht untersucht ist. Der gesamte Siedlungskomplex war der größte bekannte im Gebiet der Redarier, an der Grenze zu den Tollensern, wie es Helmold von Bosau angedeutet hatte. Unbelegt blieb die These, dass er an der wichtigen Handelsstraße von Stettin nach Hamburg an einer Wegkreuzung nach Wolgast lag.

### Weitere Lokalisierungsversuche
- Peenegebiet

Seit einigen Jahren wurde das Gebiet an der Peene wieder als alternativer Standort vorgeschlagen, dies wäre aber nur möglich, wenn das Siedlungsgebiet der Redarier entgegen der bisherigen Forschungslage neu lokalisiert werden würde.
- Schlossberg bei Feldberg

Seit den 1920er Jahren galt der altslawische Burgwall am Haussee bei Feldberg als möglicher Standort. Ausgrabungen von 1967 ergaben allerdings, dass dieser bei der Zerstörung Rethras im 11. Jahrhundert schon nicht mehr bestand.

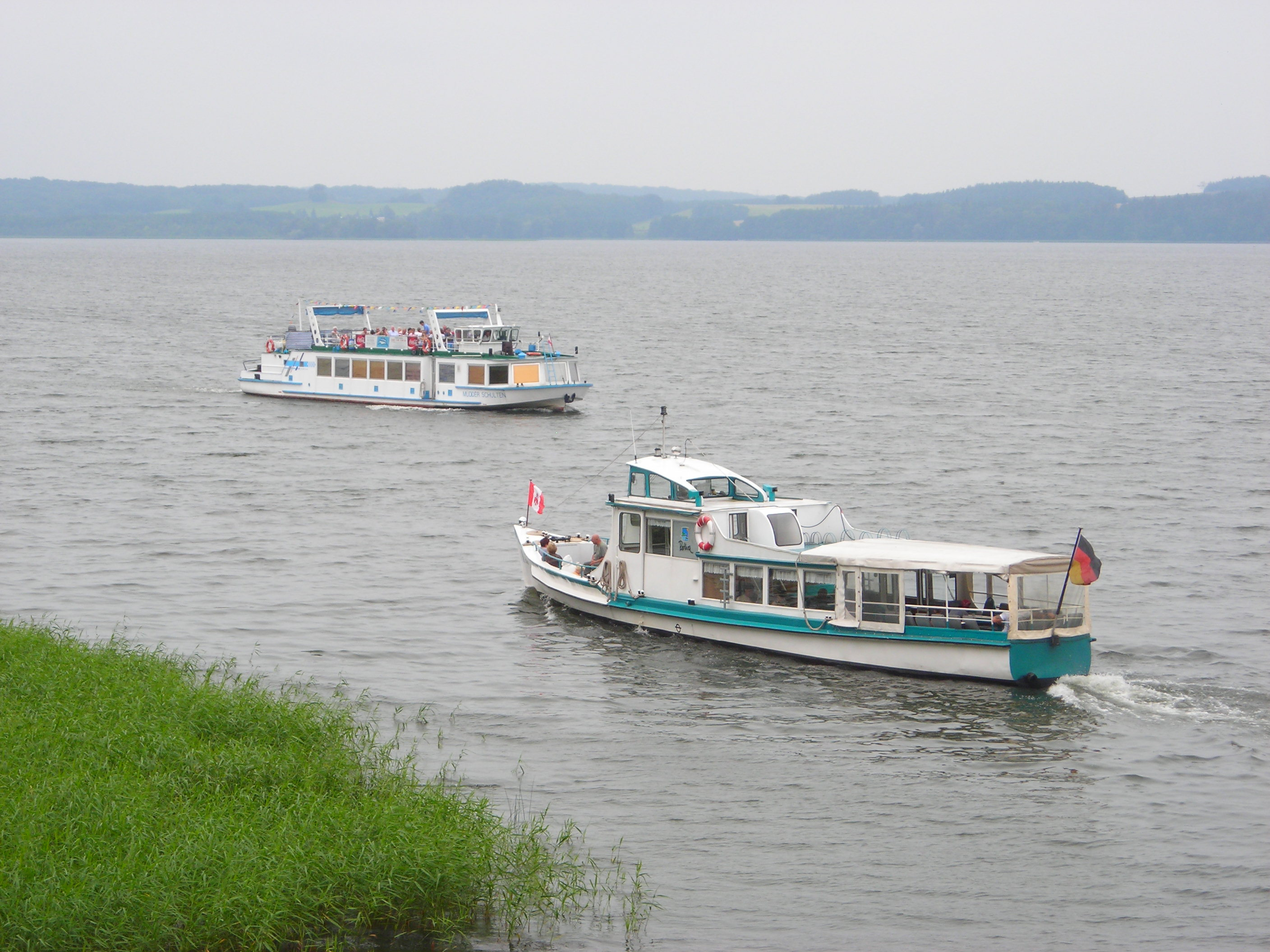
Die Motorschiffe Rethra (vorn) und Mudder Schulten auf dem Tollensesee

## Nachwirkung in Kunst, Kultur und Kommerz
- Zu Beginn der 1890er Jahre machte der russische Komponist Nikolai Rimski-Korsakow Rethra zum Schauplatz seiner Ballettoper Mlada (Uraufführung 1892).
- Theodor Fontane beschrieb das Heiligtum in den Wanderungen durch die Mark Brandenburg.[33]
- Der Name Rethra ist seit 2003 markenrechtlich geschützt[34] und Teil einer regionalen Marketingkampagne im Raum des Tollensesees.[35]